# April Kisses
April Kisses ist ein Soloalbum des Jazzgitarristen Bucky Pizzarelli. Die in Paramus (New Jersey) am 3., 4., 5., 8., 9. und 10. März 1999 entstandenen Aufnahmen erschienen 1999 auf Arbors Records.

## Hintergrund
Bucky Pizzarelli spielte auf seinem Soloalbum 20 kurze Solostücke ein; dabei benutzte er seine siebensaitige, akustische Benedetto-Archtop-Gitarre. Sie spiegeln den Stil und die Kompositionen der frühen Jazzgitarre-Pioniere Carl Kress, Eddie Lang und George Van Eps wider, schrieb Michael G. Nastos. Dies ist die vorelektrische Ära vor Charlie Christian; zudem in ihrer Kürze Neuauflagen von dreiminütigen Schellackplatten, die in den 1930er-Jahren aufgenommen wurden. Pizzarelli folgt Van Eps’ Innovation, seiner Gitarre eine Basssaite hinzuzufügen, die die Selbstbegleitungsmöglichkeiten des Instruments bereichert. Diese 7. Saite trägt dazu bei, einen zart swingenden Akustikgitarrensound zu erzeugen, der so unverwechselbar wie die spanische Gitarre und gefühlvoll klingt, schrieb Mike Neely.
Damit betone Pizzarelli, dass er sich in der Tradition dieser Kollegen, Mentoren und historischen Persönlichkeiten sieht. Kress ist die Suite After Thoughts gewidmet, ebenso das anschließende The End of a Love Affair. In Beziehung zu George M. Smith steht Slow Burning, zu Django Reinhardt der Titel Tears. Hinzu kommt das Pizzarelli-Original Indy Annie, basierend auf Back Home Again in Indiana, die Kress-Nummer Sutton Mutton und die langsamere Van-Eps-Nummer Squattin’ at the Grotto. Pizzarelli spielt eine polkaähnliche, schnelle Linie in der akkordisch akzentuierten Hommage an den Bassisten Slam Stewart in Slamerino.
Please war eine Ballade, die Eddie Lang 1932 mit Bing Crosby spielte. Neben dem Popstandard Smoke Gets in Your Eyes kommen außerdem Bucky Pizzarellis Kompositionen Indy Annie, das erwähnte Samerino, Stompin for Boz und Silk City Blues hinzu.

## Titelliste
- Bucky Pizzarelli: April Kisses (Arbors Jazz ARCD19227)[4]
  1. Helena (Carl Kress) 2:56
  2. April Kisses (Eddie Lang) 3:32
  3. Afterthoughts, Pt. 1 (Carl Kress) 2:05
  4. Afterthoughts, Pt. 2 (Carl Kress) 1:08
  5. Afterthoughts, Pt. 3 (Carl Kress) 1:07
  6. The End of a Love Affair (Edward Redding) 3:01
  7. Slow Burning (George M. Smith) 3:35
  8. Tears (Stéphane Grappelli, Django Reinhardt) 3:20
  9. Love Song (Carl Kress) 3:12
  10. It Must Be True (Gus Arnheim, Harry Barris, Gordon Clifford) 2:38
  11. Indy Annie  (Bucky Pizzarelli) 1:46
  12. Sutton Mutton (Carl Kress) 3:04
  13. Come Sunday (Duke Ellington) 2:58
  14. Squattin’ at the Grotto (George Van Eps) 2:45
  15. Please (Ralph Rainger, Leo Robin) 2:18
  16. Smoke Gets in Your Eyes (Otto Harbach, Jerome Kern) 3:38
  17. Slamerino (Bucky Pizzarelli) 2:25
  18. Peg Leg Shuffle  (Carl Kress) 2:20
  19. Stompin’ for Boz (Bucky Pizzarelli) 2:13
  20. Silk City Blues (Bucky Pizzarelli) 5:24

## Rezeption
Michael G. Nastos zeichnete das Album in AllMusic mit 4½ (von fünf) Sternen aus und lobte, „Pizzarellis Sound sollte auf den Rohstoffmarkt gebracht und als öffentliches Angebot verkauft werden. Diese Musik ist viel kostbarer als Goldbarren. Nur das Fehlen einer Rhythmusgruppe könnte mehr Hörer davon abhalten, sich diesem wunderschön konzipierten Werk zu nähern. Diejenigen, die keinen Bass und kein Schlagzeug brauchen, werden dies sicherlich schätzen.“

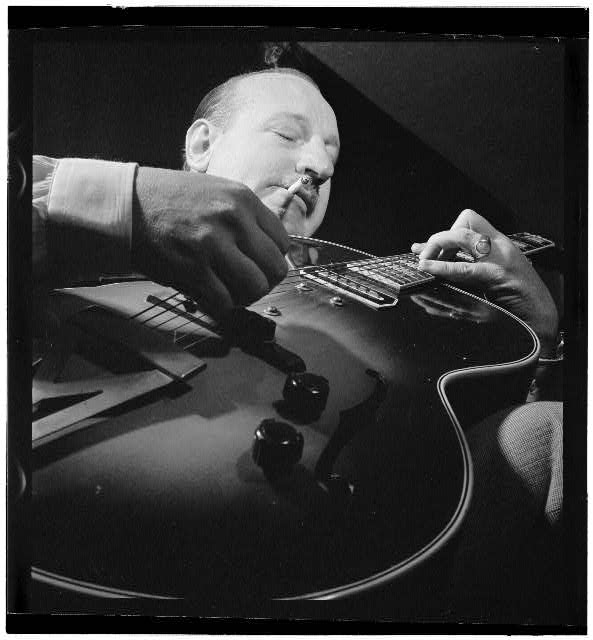
Carl Kress (um 1947). Fotografie von William P. Gottlieb.

Nach Ansicht von David Adler, der das Album in All About Jazz rezensierte, sind die fünf von Carl Kress komponierten Nummern herausragend und sollten dazu beitragen, das Interesse an diesem oft übersehenen Musiker wiederzubeleben. Kress’ Love Song sei vielleicht der Höhepunkt des Albums, und sein Sutton Mutton (Take it on the Lamb) swinge hart und klinge wie eine langsamere Version von Cherokee. Kress und seine Kollegen, die Archtops spielten, waren eindeutig von klassischer Musik beeinflusst: After Thoughts, eine dreiteilige Suite von Kress, klinge wie etwas, das Maurice Ravel hätte schreiben können, und der eine Track von Eddie Lang, April Kisses, klinge wie ein barockes Menuett mit Jazzanleihen. George Van Eps’ Squattin’ at the Grotto, Django Reinhardts großartiges Tears und die vier Pizarelli-Originale sind weitere Highlights, schrieb Adler. Die Klangreichweite der siebensaitigen Gitarre werde in Duke Ellingtons Come Sunday deutlich, und große, klavierähnliche Akkorde erklingen in End of a Love Affair. Eine bessere Solo-Jazzgitarren-Platte sei schwer zu finden, resümiert der Autor. „Genauer gesagt ist eine Platte, die die oft vernachlässigte Archtop-Gitarrenmusik der 30er Jahre zum Leben erweckt, ein wahrer Schatz. Bucky Pizzarelli tut viel, um diese Musik am Leben zu erhalten.“
Ebenfalls in All About Jazz notierte Mike Neely zu Pizzarellis Vorbildern, dieses reiche, facettenreiche Erbe sei Teil dieser sehr amerikanischen Musik, wie sie von Pizzarelli interpretiert werde. April Kisses sei eine liebevolle Hommage, die eine oft vergessene Ära der Jazzgeschichte lebendig werden lässt und dieses reiche Erbe bis in die Gegenwart erweitere. Bucky Pizzarelli sei ein großartiger Führer in diese Welt, eine Welt, die den Hörer langsam in die unzähligen Schattierungen und Stimmen der akustischen Jazzgitarre ziehe.
Jack Sohmer wandte in JazzTimes ein, es entstehe nicht die Frage nach Bucky Pizzarellis Statur auf seinem Gebiet, aber es gebe ein Problem auf diesen Spuren von übermäßig engen Mikrofonen. Dies führe zweifellos zu einer authentischeren Wiedergabe der akustischen Eigenschaften des Instruments, verstärke jedoch auch unerwünschte, nicht musikalische Fingergeräusche, die im Extremfall so störend sind wie das Kratzen auf einer Tafel.